# Söndermarken
Söndermarken är ett studioalbum från 2003 av Lars Winnerbäck och Hovet. Åt samma håll och Dunkla rum blev hitlåtar från albumet.

## Låtlista
1. "Faller" - 4:49
2. "Åt samma håll" - 4:40
3. "Min älskling har ett hjärta av snö" - 3:06
4. "Över gränsen" - 3:38
5. "Dunkla rum" - 4:06
6. "Brustna hjärtans höst" - 4:34
7. "Lång väg hem" - 4:38
8. "Dom sista drömmarna" - 3:35
9. "Timglas" - 4:25
10. "Söndermarken" - 6:01

## Listplaceringar
| Lista (2003-2004) | Topplacering |
| ----------------- | ------------ |
| Sverige           | 1            |